# Веселоподільский цукровий завод
Веселоподільський цукровий завод — підприємство харчової промисловості у селищі міського типу Семенівка Семенівського району Полтавської області України, яке припинило своє існування.

## Історія
Будівництво цукрового заводу на околиці села Семенівка (біля залізничної станції Веселий Поділ) розпочалося навесні 1928 року і проходило відповідно до першого п'ятирічного плану розвитку народного господарства СРСР. У 1930 році завод був введений в експлуатацію і вже в перший рік він переробляв 12 – 13 тис. центнерів цукрових буряків на добу та виробляв п'ять залізничних вагонів цукру на добу. Пізніше при цукровому заводі було побудовано заводський клуб із залом на 500 місць та бібліотекою.
Після початку Другої світової війни, у серпні 1941 року у зв'язку з наближенням до селища лінії фронту обладнання цукрового заводу та МТС було демонтовано та евакуйовано до Середньої Азії. 12 вересня 1941 року Семенівка була окупована німецькими військами, що наступали, і 86 жителів було розстріляно. В умовах окупації у селищі виникла підпільна група, яку очолив П. О. Зінченко. Підпільники вели агітацію серед населення району, розповсюджували листівки, а також надавали допомогу радянським військовополоненим із концтабору, організованого на території цукроварня (діставали для них цивільний одяг та організовували пагони). Перед відступом німецькі війська зруйнували будівлі всіх промислових підприємств райцентру та підпалили Семенівку (в результаті згоріли всі будівлі колгоспу імені Чапаєва та 134 двори, а загальна шкода селищу склала 40 млн.) рублів.
25 вересня 1943 року частини 1235-го стрілецького полку червоної армії звільнили Семенівку, після чого розпочалося відновлення райцентру.
5 січня 1944 року директор Семенівського райпромкомбінату звітував про завершення відновлення п'яти із восьми цехів цукрового заводу. Надалі завод розпочав виробництво цукру (400 пудів на добу).
В 1949 забезпечував завод буряком колгосп імені Чапаєва був знову електрифікований (тут була запущена колгоспна електростанція).
Електрифікація дозволила механізувати трудомісткі виробничі процеси та встановити на цукровому заводі нове обладнання. В результаті обсяг переробки буряків був збільшений майже в півтора рази, а обсяг виробництва цукру - в два рази.
У 1963 році Семенівка була підключена до КремГЕС, що дозволило збільшити продуктивність заводу. В результаті, в 1965 завод виконав річний план виробництва цукру на 110%.
Загалом, за радянських часів цукровий завод входив до числа найбільших підприємств райцентру.
Після проголошення незалежності України цукровий комбінат перейшов у відання державного комітету харчової промисловості України. Надалі, державне підприємство було перетворено на відкрите акціонерне товариство.
У вересні 2002 року господарський суд Полтавської області порушив справу про банкрутство ВАТ «Веселоподільський цукровий завод», у вересні 2003 року завод був визнаний банкрутом.
Власником заводу стала спочатку зареєстрована у Полтавській області фірма ТОВ "Семенівка - цукор", а потім зареєстрована у Києві компанія ТОВ "Цукровик Полтавщини".
У квітні 2017 року на території очисних відстійників закритого Веселиподільського цукрового заводу було виявлено 152-мм артилерійський снаряд, який був знешкоджений вибухотехніками, що прибули на виклик, аварійно-рятувального загону управління ДСНС у Полтавській області.
2 березня 2018 року було оголошено про намір збудувати на території колишнього Веселоподільського цукрового заводу приватне зерносховище.